# 格丽奇·姆博克·巴蒂
格丽奇·因达·科莱特·姆博克·巴蒂·恩卡（法語：Griedge Yinda Colette Mbock Bathy Nka；1995年2月26日—），法国女子职业足球运动员，司职中后卫，目前效力于巴黎圣日耳曼足球俱乐部和法国国家女子足球队。她曾代表法国参加2024年夏季奥林匹克运动会女子足球比赛。